# الإتزان الداخلي لدى الإنسان
نموذج تقييم الاتزان (HOMA) هو طريقة تستخدم لقياس مقاومة الأنسولين ووظيفة خلايا بيتا، تم وصفه لأول مرة تحت اسم نموذج تقييم الاتزان (HOMA) بواسطة ماثيوس إت آل، في عام 1985.

## اشتقاق
استَخدَمَ مُبتَكِروا نَمُوذَج تقييم الإتزان (HOMA) بَيانات مِن الدِراسات الِفسيولوجِيّة لِتَطوير مُعادَلات رِيَاضيّة تَصِف تَنظيم الجلوكوز كَحَلْقة تَغذية مُرتدَّة.
قاموا بِنشر بَرنامج كمبيوتر يَحِل المُعادَلات، بِحيث يُمكن تَقدير مُقاوَمة الأنسولين وَوَظيفة الخَليَّة بيتا مِن مُستَوَيات الجلوكوز والأنسولين في حالة الصِّيام، قاموا أيضًا بِنَشر مُعادلة أَعطت نَفس الإجابات تقريبًا كَإِصدار أوَّلي مِن برنامج الكمبيوتر.
حُسِّنَ نَمُوذَج الكمبيوتر مُنذ ذلك الحين إلى نموذج تقييم الإتزان (2) (HOMA2) لِيَعكِس بشكل أفضل فِسيولوجيا الإنسان وُيعاد مُعايَرَتُه لِمُقايَسات الأنسولين الحديثة. في هذا الإصدار المُحدَّث، مِن المُمكن تَحديد حَسَاسيَّة الأنسولين وَوَظيفة الخَليَّة بيتا من خلال إقترانه بِمُستوى سُكَّر الجلوكوز في البلازما والمقايسة المناعية الإشعاعية لِلإنسولين في حالة الصِّيام، أو الأنسولين المُحدد، أو تَركيزات البِبْتيد الرَّابط، يُوصي المُؤلفون باستخدام بَرنامج الكمبيوتر حَيثُما أمكن ذلك. 

## وصلات خارجية
- https://web.archive.org/web/20140516232719/http://ihoma.co.uk/
- https://www.phc.ox.ac.uk/research/technology-outputs/ihoma2